# Egemonia e strategia socialista
Egemonia e strategia socialista (Hegemony and Socialist Strategy) è un saggio di Chantal Mouffe e Ernesto Laclau del 1985.
È un'opera di teoria politica, di tradizione post-marxista.

## Struttura
Il libro è diviso in quattro capitoli. I primi due trattano di sviluppi concettuali alla maniera di una storia intellettuale, con un occhio molto più attento alla disputa e all'intervento di quanto non faccia la storia intellettuale tradizionale. Nello specifico, il capitolo 1 discute il lavoro di Rosa Luxemburg, Karl Kautsky, Eduard Bernstein e Georges Sorel (tra gli altri testi di importanti pensatori della tradizione marxista). La discussione del capitolo 2 sulla concezione dell'egemonia culturale da parte di Antonio Gramsci è seguita dallo sviluppo politicizzato del capitolo 3, che riguarda gli argomenti di Laclau e Mouffe riguardanti il carattere e la costituzione dell'egemonia. Infine, il quarto capitolo argomenta la rilevanza dell'egemonia come analitica per la comprensione e il governo della politica contemporanea, l'impegno politico e l'autocomprensione a sinistra.